# Carl-Fredrik Lundevall
Adolf Carl-Fredrik Lundevall, född Adolf Karl Fredrik Lundevall den 25 maj 1921 i Olaus Petri församling, Örebro, död 5 mars 2014 i Lidingö, var en svensk ornitolog och botaniker, verksam som intendent vid Naturhistoriska riksmuseet. Han har även gett ut flera böcker om fåglar och växter. Han var son till Adolf Lundevall och morbror till Pelle Sundberg.

## Biografi
Lundevall var med och bildade Norrköpings Biologiska Förening den 31 januari 1947, och han var föreningens sekreterare 1947–1950, ordförande 1951–1955 och 1956–1962 samt vice ordförande 1963–1968.
Han flyttade på 1960-talet till Lidingö utanför Stockholm, där han fick tjänst som intendent på Naturhistoriska riksmuseet.
Vid sidan av denna tjänst gjorde han flera översättningar och bearbetningar av engelskspråkig facklitteratur inom ornitologin, däribland Europas fåglar (1968), Fåglarna i Europa (1972) och Våra fåglar – Sveriges fåglar i färg (1979).
Han ägnade sig även åt studier av maskrossläktet, Taraxacum, med dess många apomiktiska småarter. Auktorsnamnet Lundev. kan användas för Carl-Fredrik Lundevall i samband med ett vetenskapligt namn inom botaniken; se Wikipediaartiklar som länkar till auktorsnamnet. Lundevall är begravd på Lidingö kyrkogård.